# Власенко, Дмитрий Анатольевич
Дми́трий Анато́льевич Вла́сенко (укр. Дмитро Анатолійович Власенко) — украинский военнослужащий, полковник, участник российско-украинской войны. Герой Украины (2024).

## Биография
В 2000 году окончил факультет внутренних войск МВД Украины при Национальной академии пограничных войск имени Богдана Хмельницкого. Служил в полку специального назначения «Гепард» на должностях командира взвода и роты, затем перевёлся в отряд специального назначения «Омега».
В 2006–2007 годах обучался в Школе офицеров Национальной жандармерии Франции в городе Мелен. После возвращения в Украину проходил службу в Главном управлении внутренних войск МВД Украины, одновременно обучаясь в Институте международных отношений Киевского национального университета имени Тараса Шевченко.
В 2012 году вернулся к службе в спецподразделениях. С 2014 по 2017 годы был командиром группы отдельного отряда специального назначения Восточного территориального управления Национальной гвардии Украины, участвовал в АТО/ООС. В 2017 году уволился в запас по состоянию здоровья.
Весной 2021 года вернулся на военную службу, занимал должности командира отделения инструкторов и заместителя командира 4-й бригады оперативного назначения Национальной гвардии Украины. Тактическая группа под его руководством героически проявила себя во время продолжительной обороны города Рубежное в Луганской области.
В январе 2023 года назначен командиром 15-й бригады оперативного назначения Национальной гвардии Украины. В октябре того же года его подразделение продвинулось почти на 3 км вглубь фронта, захватило пленных и трофейное оружие, уничтожило склады боеприпасов и технику противника. В конце года успешно организовал отражение штурма украинских позиций в Запорожской области и, рискуя жизнью, под плотным огнём противника прорвался к двум раненым украинским воинам и успешно их эвакуировал.
С июля 2024 года — проректор, затем — профессор кафедры тактико-специальной подготовки Харьковского национального университета внутренних дел. Автор ряда научных работ, посвящённых административно-правовому регулированию военного положения и зарубежному опыту в этой сфере.

## Награды
- Звание «Герой Украины» с удостоением ордена «Золотая Звезда» (25 марта 2024) — за личное мужество и героизм, проявленные в защите государственного суверенитета и территориальной целостности Украины, верность военной присяге[1].
- Орден Богдана Хмельницкого II степени (28 сентября 2023) — за личное мужество и высокий профессионализм, проявленные в защите государственного суверенитета и территориальной целостности Украины, верность военной присяге[2].
- Орден Богдана Хмельницкого III степени (24 мая 2022) — за личное мужество и высокий профессионализм, проявленные в защите государственного суверенитета и территориальной целостности Украины, верность военной присяге[3].
- Орден Данилы Галицкого (20 июня 2014) — за личное мужество и героизм, проявленные в защите государственного суверенитета и территориальной целостности Украины, верность военной присяге во время российско-украинской войны[4].